# Дельо Лесковски
Дельо Лесковски е български хайдутин от края на XIX век.

## Биография
Дельо Лесковски е роден в леринското село Лесковец, тогава в Османската империя. Създава своя хайдушка чета и обикаля района на Вич и Пелистер, като редовно се прехвърля в Гърция. В Битоля негов укривател е Тодор Фурнаджиев, в Търсие Геле Търсиянски (по-късно ренегат) и свещеникът Никола, и Вело Воденичаря в Брусник. Георги Пешков и Георги Попхристов се срещат с Дельо Лесковски и го уговарят да се присъедини към ВМОРО, но само след седмица Дельо загива в сражение с турски аскер край Бел камен.